# Quinty Roeffen
Quinty Roeffen (Horst, 8 september 2005) is een Nederlandse boogschutter. Roeffen was lid van het Nederlands vrouwenteam dat de zilveren medaille won tijdens de Europese Kampioenschappen boogschieten 2024. Ze kwam voor Nederland uit op de Olympische zomerspelen van 2024.

## Carrière
Roeffen kwam in aanraking met de handboogsport tijdens een vakantie met haar familie in Turkije. Ze sloot zich aan bij de vereniging De Schutroe in Horst. In augustus 2021 verhuisde ze naar Sportcentrum Papendal. In 2022 werd ze door Koninklijke HandboogSport Nederland uitgeroepen tot talent van het jaar. In 2023 werd Roeffen kampioen van Nederland op vier verschillende onderdelen. Ze won het Europees kampioenschap voor junioren in 2024.
In 2024 maakte Roeffen tevens deel uit van de Nederlandse damesploeg samen met: Gabriela Schloesser en Laura van der Winkel dat tweede werd op het Europese kampioenschap en de vierde plaats behaalde op de Olympische Spelen van Parijs, wat het beste resultaat ooit is voor een Nederlandse damesploeg op de Olympische Spelen. Individueel schopte Roeffen het tot de laatste 32.

## Erelijst

### Europese Kampioenschappen
- 2024:  Essen (team)

### Individuele prijzen
- Nederlands talent van het jaar: 2023.